# Autostrada A11 (Belgia)
Autostrada belgiană A11 (clasificată ca E34) este o autostradă care, în cele din urmă, ar trebui să lege centura orașului Anvers de drumul național 32 la nord de Bruges.
În prezent, doar două tronsoane sunt realizate: cel din est, de la Anvers până la canalul Gand-Terneuse în apropiere de Zelzate, și cel din vest, între Bruges și Westkapelle (lângă Knokke-Heist).
Această autostradă nu trebuie confundată cu proiectul original din anii 1950. Acest număr i-a fost atribuit în 1984.

## Istoric

### 1950 – Proiectul inițial
La sfârșitul anilor 1950, proiectul original avea ca scop construirea unei autostrăzi radiale pornind de la centura Bruxelles-ului, la înălțimea localității Wemmel (între actualele A10 și A12), în direcția coastei belgiene.
La revizuirea proiectului în 1966, planurile au fost modificate și s-a definit un ax Bruxelles–Zelzate–Bruges–Calais. Acest traseu trebuia să deservească orașele Asse, Dendermonde, Lokeren, Eeklo și Maldegem. Autostrada urma apoi să se alăture ramurii actuale a E40 la Jabbeke și să continue în direcția Furnes și Calais.
Autostrada A11 avea ca scop îndeplinirea a trei funcții principale:
- să ofere o alternativă la A10 (E40) în perioadele de vacanță, permițând astfel divizarea fluxului de turiști;
- să ofere un acces direct la porturile Gent și Zeebrugge, aflate atunci în plină expansiune;
- să îmbunătățească deservirea orașelor Asse și Dendermonde.

Lucrările cu plecare din Bruxelles fuseseră aprobate în planul cincinal 1976–1980. Acestea începuseră, de altfel, în zona Asse încă din 1976. Cu toate acestea, au fost rapid întrerupte în fața presiunii populare, în special din partea fermierilor locali, care erau ferm împotriva traseului noii autostrăzi. În cele din urmă, proiectul a fost definitiv abandonat doi ani mai târziu în favoarea unor planuri regionale de mai mică amploare.

### 1984 – Reafectarea proiectului
În urma abandonării proiectului inițial, nomenclatura A11 este atribuită unui alt proiect de autostradă în 1984, și anume axei Anvers–Zelzate–Knokke-Heist.
Deși acest traseu era considerat prioritar încă din anii 1930, a fost în cele din urmă trecut pe plan secund pentru a concentra eforturile asupra actualelor E17 și E40. Aceste două autostrăzi vor fi treptat abandonate de populația din Anvers în favoarea drumurilor naționale 49 și 617, care, pe lângă faptul că oferă o alternativă la ambuteiaje, sunt în special rute de comunicare mai directe către litoralul belgian. Dincolo de populația locală, această axă este din ce în ce mai utilizată și de transportul de mărfuri provenind din portul Anvers, deoarece oferă un acces mai direct către porturile Gent și Zeebrugge. Convoaiele agricole, de asemenea autorizate pe aceste drumuri naționale, ajung să sature definitiv traseul la sfârșitul anilor 1970.
La începutul deceniului următor, problema devine atât de îngrijorătoare încât autoritățile nu au altă opțiune decât să ridice statutul drumului național la cel de autostradă. Proiectul prevede atunci pornirea de la centura Anversului și racordarea la autostrada A10 (E40) în dreptul nodului rutier Jabbeke, urmărind traseul drumurilor naționale 617 și 49. Prima secțiune cu statut de autostradă este deschisă în 1983 între Anvers și Maldegem. Abia în 1984 însă, denumirea A11 îi este atribuită oficial prin decret regal.
Lucrările continuă pe tot parcursul celei de-a doua jumătăți a anilor 1980, treptat, din cauza lipsei unui buget suficient. Abia în 1991, al doilea tronson între Maldegem și Zelzate este adus la standarde de autostradă pe traseul existent al drumului național 49.
Secțiunea de autostradă se întinde atunci pe 43 km.

### 2010 – Ramura vestică
La începutul anilor 2010, proiectul capătă un nou avânt odată cu realizarea tronsonului de 12 km dintre drumul național 32 la nord de Bruges și drumul național 49 la Westkapelle. Lucrările încep în martie 2014.
Această verigă importantă urmărește să îmbunătățească considerabil accesibilitatea regiunii polderelor și, mai ales, a celor două zone portuare din Gent și Zeebrugge. De asemenea, acest traseu permite separarea traficului local de cel comercial.
După 42 de luni de lucrări, noul tronson este deschis circulației la 1 septembrie 2017.
Această realizare este remarcabilă din mai multe puncte de vedere, deoarece include numeroase lucrări de artă, printre care un pod mobil dublu care permite bărcilor să continue navigația pe canalul Albert, pe care autostrada îl traversează. Dimensiunea ecologică nu a fost neglijată, traseul fiind dotat cu piste pentru biciclete și pasaje ecologice de-a lungul parcursului. Integrarea peisagistică a autostrăzii A11 în zona Bruges și Knokke a fost realizată de peisagistul Bas Smets.
Costul total al lucrărilor este estimat la 674 de milioane de euro, adică un cost de aproximativ 56 de milioane pe kilometru, ceea ce o face cea mai scumpă autostradă construită vreodată în regiunea flamandă.

## Traseu
| Descrierea traseului        |                                                                     |           |
| De la Anvers la Ertvelde    |                                                                     |           |
| R1 E34                      |                                                                     |           |
| A11 E34                     |                                                                     |           |
| 7 - Sint-Anna Linkeroever   | Oraș deservit: Anvers-Linkeroever.                                  | N49a      |
| 8 - Waaslandhaven-Oost      | Zonă deservită: Portul Haven 1000-1099 (nod rutier parțial).        | N49b      |
|                             | Granița provincială între Anvers și Flandra de Est.                 |           |
| 9 - Melsele                 | Orașe deservite: Beveren, Kallo, Melsele.                           | N450      |
| Beveren                     | Nod rutier între R2 și A11: Breda, Rotterdam, Doel, Portul Haven.   | R2        |
| 10 - Vrasene                | Orașe deservite: Kieldrecht, Verrebroek, Sint-Gillis-Waas, Vrasene. | N451      |
| 11 - Stekene                | Orașe deservite: Hulst, Sint-Niklaas, Sint-Gillis-Waas, Stekene.    | N403      |
| 12 - Moerbeke               | Orașe deservite: Zuiddorpe⁠(d), Kruisstraat, Moerbeke.               |           |
|                             | Pod peste canalul Langelede.                                        |           |
| 13 - Zelzate-Oost           | Orașe deservite: Terneuzen, Zelzate, Gent, Wachtebeke.              | R4        |
|                             | Tunelul Zelzate (485 m).                                            |           |
| 14 - Zelzate-West           | Orașe deservite: Assenede, Zelzate, Gent, Evergem, Ertvelde.        | R4        |
| A11 E34                     |                                                                     |           |
|                             | N49 E34: Bruges, Knokke-Heist N448: Assenede, Ertvelde              |           |
| De la Westkapelle la Bruges |                                                                     |           |
| N49 E34                     |                                                                     |           |
| A11                         |                                                                     |           |
| 18 - Knokke-Heist           | Orașe deservite: Knokke-Heist, Westkapelle.                         | N49 E34   |
|                             | Pod peste canalul Zwinnevaart.                                      |           |
|                             |                                                                     |           |
|                             |                                                                     |           |
|                             | Pod peste canalul Schipdonk.                                        |           |
| 19 - Brugge Zeehaven        | Orașe deservite: Portul Achterhaven, Ramskapelle.                   | N348 N350 |
|                             | Pod peste canalul Baudouin.                                         |           |
| 20 - Brugge-Noord           | Orașe deservite: Bruges, Zeebrugge.                                 | N31 E403  |
| A11                         |                                                                     |           |
| N31 E403                    |                                                                     |           |